# Pornografia deepfake
A pornografia deepfake, ou simplesmente pornografia fake, é um tipo de pornografia artificial criada por meio da alteração de material pornográfico já existente, aplicando a tecnologia deepfake aos rostos dos atores. O uso de pornografia deepfake gerou controvérsia porque envolve a criação e o compartilhamento de vídeos realistas que apresentam pessoas sem o seu consentimento, geralmente celebridades femininas, e às vezes é usado para fazer pornografia para fins de vingança. Estão sendo feitos esforços para combater essas preocupações éticas por meio de legislação e soluções baseadas em tecnologia.

## Histórico
O termo deepfake foi criado em 2017 em um fórum do Reddit onde os usuários compartilhavam vídeos pornográficos alterados criados usando algoritmos de aprendizado de máquina. É uma combinação da palavra deep learning, que se refere ao programa usado para criar os vídeos, e fake, que significa que os vídeos não são reais. O pornô deepfake foi originalmente criado em uma pequena escala individual usando uma combinação de algoritmos de aprendizado de máquina, técnicas de visão computacional e software de IA. O processo começou reunindo uma grande quantidade de material de referência (incluindo imagens e vídeos) do rosto de uma pessoa e, em seguida, usando um modelo de aprendizagem profunda para formar uma rede adversarial generativa (em inglês, GAN) para criar um vídeo falso que, de forma convincente, troca o rosto do material original pelo corpo de um artista pornô. No entanto, o processo de produção evoluiu significativamente desde 2018, com o advento de vários aplicativos públicos que automatizaram amplamente o processo.

### DeepNude
Em junho de 2019, foi lançado um aplicativo para download para Windows e Linux chamado DeepNude, que usava o GAN para remover roupas a partir das fotos de mulheres. O aplicativo tinha uma versão paga e outra não paga, sendo que a versão paga custava US$ 50. Em 27 de junho, os criadores removeram o aplicativo e reembolsaram os consumidores, embora várias cópias do aplicativo, tanto gratuitas quanto pagas, continuem a existir. No GitHub, a versão de código aberto desse programa, chamada "open-deepnude", foi excluída. A versão de código aberto tinha a vantagem de permitir o treinamento em um conjunto de dados maior de imagens de nudez para aumentar o nível de precisão da imagem de nudez resultante.

### Bot deepfakedo Telegram
Em julho de 2019, foi lançado um serviço de bot deepfake no aplicativo de mensagens Telegram que usa tecnologia de IA para criar imagens de mulheres nuas. O serviço é gratuito e tem uma interface fácil de usar, permitindo que os usuários enviem fotos e recebam imagens de nudez manipuladas em minutos. O serviço está conectado a sete canais do Telegram, incluindo o canal principal que hospeda o bot, o suporte técnico e os canais de compartilhamento de imagens. Embora o número total de usuários seja desconhecido, o canal principal tem mais de 45.000 membros. Em julho de 2020, estima-se que aproximadamente 24.000 imagens manipuladas tenham sido compartilhadas nos canais de compartilhamento de imagens.

## Casos de destaque
A tecnologia deepfake tem sido usada para criar imagens e vídeos não consensuais e pornográficos de mulheres famosas. Um dos primeiros exemplos aconteceu em 2017, quando um vídeo pornográfico deepfake de Gal Gadot foi criado por um usuário do Reddit e rapidamente divulgado on-line. Desde então, houve vários casos de conteúdo deepfake semelhante direcionado a outras celebridades femininas, como Emma Watson, Natalie Portman e Scarlett Johansson. Johansson falou publicamente sobre o assunto em dezembro de 2018, condenando a prática, mas também recusando ações legais porque considera o assédio inevitável.

### Rana Ayubb
Em 2018, Rana Ayyub, jornalista investigativa indiana, foi alvo de uma campanha de ódio on-line decorrente de sua condenação do governo indiano, especificamente por ter se manifestado contra o estupro de uma menina de oito anos da Caxemira. A jornalista foi bombardeada com ameaças de estupro e morte, e um vídeo pornográfico adulterado dela circulou on-line. Em um artigo do Huffington Post, ela fala sobre os efeitos psicológicos e sociais duradouros que essa experiência teve sobre ela. Ela explica que continua a lutar com sua saúde mental e como as imagens e os vídeos continuam a ressurgir sempre que ela assume um caso de grande importância.

### Polêmica sobre ostreamerda twitch
Em 2023, o streamer da Twitch Atrioc causou polêmica ao divulgar acidentalmente material pornográfico deepfake com mulheres streamers da Twitch durante uma transmissão ao vivo. Desde então, o influenciador admitiu ter pago por pornografia gerada por IA e se desculpou com as mulheres e seus fãs.

## Considerações éticas

### Deepfakena pornografia infantil
A tecnologia deepfake tornou a criação de um material de abuso sexual infantil (em inglês, CSAM), ou também conhecido como pornografia infantil, mais rápida, segura e fácil do que nunca. Os deepfakes podem ser usados para produzir nova pornografia infantil a partir de material já existente ou para criar mais pornografia de crianças que não foram submetidas a abuso sexual. No entanto, os materiais de pornografia infantil deepfake podem ter implicações reais e diretas sobre as crianças, incluindo difamação, aliciamento, extorsão e bullying.

## Combatendo a pornografiadeepfake

### Abordagem técnica
A detecção de deepfake se tornou uma área de pesquisa cada vez mais importante nos últimos anos, à medida que a disseminação de vídeos e imagens falsos se tornou mais frequente. Uma abordagem promissora para a detecção de deepfakes é o uso de redes neurais convolucionais (CNNs), que demonstraram alta precisão na distinção entre imagens reais e falsas. Um algoritmo baseado na CNN que foi desenvolvido especificamente para a detecção de deepfake é o DeepRhythm, que demonstrou uma impressionante pontuação de precisão de 0,98. Esse algoritmo utiliza uma CNN pré-treinada para extrair recursos de regiões faciais de interesse e, em seguida, aplica um novo mecanismo para identificar discrepâncias entre as imagens originais e as manipuladas. Embora o desenvolvimento de uma tecnologia de deepfake mais sofisticada apresente desafios contínuos para os esforços de detecção, a alta precisão de algoritmos como o DeepRhythm oferece uma ferramenta promissora para identificar e atenuar a disseminação de deepfakes. Além dos mecanismos de detecção, há também ferramentas de autenticação de vídeo disponíveis ao público. Em 2019, a Deepware lançou a primeira ferramenta de detecção disponível publicamente, que permitia aos usuários digitalizar e detectar facilmente vídeos deepfake. Da mesma forma, em 2020, a Microsoft lançou um autenticador de vídeo gratuito e fácil de usar. Os usuários carregam um vídeo suspeito ou inserem um link e recebem uma pontuação de confiança para avaliar o nível de manipulação em um deepfake.

### Abordagem jurídica
Em 2023, não há legislação que trate especificamente da pornografia deepfake. Em vez disso, o dano causado por sua criação e distribuição está sendo tratado pelos tribunais por meio de leis criminais e civis existentes. O recurso legal mais comum para as vítimas de pornografia deepfake é a reivindicação de "pornografia de vingança", pois as imagens não são consensuais e são de natureza íntima. As consequências legais da pornografia de vingança variam de país para país. Por exemplo, no Canadá, a pena para a publicação de imagens íntimas não consensuais é de até 5 anos de prisão. Já em Malta, a multa é de até 5.000 euros. O "Deepfake Accountability Act" foi apresentado ao Congresso dos Estados Unidos em 2019. Seu objetivo era tornar a produção e a distribuição de conteúdo audiovisual modificado digitalmente, que não tenha sido divulgado como tal, uma ofensa criminal. O título especifica que a produção de qualquer mídia alterada com conteúdo sexual e não consensual com a intenção de humilhar ou prejudicar os envolvidos, pode ser sujeita a multa, prisão de até 5 anos ou ambos. Entretanto, a lei ainda não foi aprovada.

### Controle da distribuição
Várias plataformas on-line importantes tomaram medidas para banir a pornografia deepfake. A partir de 2018, Gfycat, Reddit, Twitter, Discord e Pornhub proibiram o upload e o compartilhamento de conteúdo pornográfico deepfake em suas plataformas. Em setembro do mesmo ano, o Google também adicionou "imagens pornográficas artificiais não voluntárias" à sua lista de proibições, permitindo que as pessoas solicitem a remoção desse conteúdo dos resultados de pesquisa. É importante observar, no entanto, que embora o Pornhub tenha se posicionado contra o conteúdo não consensual, a pesquisa por "deepfake" em seu site ainda gera resultados e eles continuam a exibir anúncios de sites e conteúdo deepfake.